# 'Mpanatigghi
Le mpanatigghi sono biscotti ripieni impanati, simili a piccoli panzerotti a forma di semiluna, riempiti con un composto di mandorle, noci, cioccolato, zucchero, cannella, chiodi di garofano e carne di manzo.
I dolcieri modicani si sono tramandati un'antica ricetta per la preparazione di questo dolce conosciuto con il termine siciliano di mpanatigghi, ormai italianizzate in impanatiglie, o dolce di carne.

## Storia
Questi dolci, tipici di Modica (situata in provincia di Ragusa, nella Sicilia orientale), furono probabilmente creati da pasticcieri siciliani durante la dominazione spagnola del Regno di Sicilia, avvenuta nel XVI secolo; lo provano sia l'etimologia del nome derivante dallo spagnolo "empanadillas" (empanada), sia l'accostamento alquanto inusuale di carne e cioccolato arrivato proprio in quel periodo dall'America ispanica.
Nei secoli passati per la preparazione delle mpanatigghi veniva usata carne di selvaggina, ma oggi viene utilizzata carne di manzo.
Secondo alcuni la preparazione di questo dolce era legata all'utilizzo di carne di selvaggina nei periodi di sovrabbondante caccia.

## Varianti
Esistono delle varianti che prevedono la preparazione di un'unica tortiera, foderata con la pasta, e coperta con la stessa ed anche una variante meno ricca con le melanzane al posto della carne. D'altra parte di elaborati a base di carne la cucina  tradizionale della Sicilia è piena: si pensi, ad esempio, alla ricetta del pasticcio di pollo di un emiro di Catania di nome Ibn Timnah. Inoltre tra la fine del Settecento ed i primi dell'Ottocento erano molto noti i dolci di carne delle monache del Monastero dell'Origlione di Palermo e i "pasticciotti di carni câ cicculatti" del convento di Mazzarino in provincia di Caltanissetta.